# Trøllanes
Trøllanes er en færøsk bondebygd, som overvejende lever af landbrug, på det nordøstlige Kalsoy. 
Bygden var indtil 2005 en del af Mikladalur kommune. 1. januar 2005 blev Mikladalur kommune lagt sammen med Klaksvíkar kommuna. Trøllanes og Mikladalur har Mikladals kirkja som sognekirke.
Siden 1985 har Trøllanes vært forbundet med de øvrige bygder på Kalsoy genem fem vejtunneler. Fra 
Syðradalur længst mod syd er der færgeforbindelse til Klaksvík.
Fjeldet Nestindur (787 m.) syd for Trøllanes er Kalsoys højeste punkt. 
Bilfærgen "Sam" sejler fra Klaksvík til Syðradalur flere gange daglig, hvorfra der er busforbindelse til Trøllanes.
I Trøllanes laver man stadig den gamle færøske fårekød specialitet "Garnatálg". Tarmfedtet formes til en stor oval klump, som lufttørres. Den færdige Garnatálg skæres i skiver, steges på en pande og spises som tilbehør til restfisk. (lufttørret fisk)

## Historie
Trøllanes er første gang nævnt i 1584. Der var kun to gårde i bygden. I det 18. hundrede var der fire bosteder, og i det 20. århundrede fem bosteder.
Den 23. juli 1686 overfalder 8 sørøvere bevæbnet med med geværer og stikvåben den ellers vanskelig tilgængelige bygd. Sørøverne stjal talg, vadmel og andet tøj. Skibet var en slup af en type som hollandske og engelske fiskere brugte i denne tidsperiode. Hændelsen er noteret i de færøske tingbøger
Trøllanes har dårlige landingsforhold og kunne om vinteren være afskåret fra omverdenen i lange perioder. Tidligere havde bygden ingen kirkegård, så man måtte bære kisterne ad den smalle sti, som førte til Mikladalur og til de sydlige bygder. På enkelte steder var stien så snæver, at liget måtte tages ud af kisten, og både lig og kiste måtte bæres på ryggen. Trøllanes fik først egen kirkegård omkring 1830.
Omkring 1842 er Mikladalur forpligtet til at stille 4 mand og en  8-mandsfarer til Trøllanes. De forsøger forgæves at slippe fri for denne forpligtelse.
8 mand fra den af tyskerne sænkede skonnert "Polarbjørn" af Vágur ankommer 1942 til Trøllanes efter 53 timers roning
I december 1983 indsætter Lagtinget helikopteren "Snipan" til bl.a. Trøllanes. Rutebåden "Barsskor" kunne ofte i dårligt vejr ikke anløbe landingspladsen.
Trøllanes var, indtil den nye 2248 meter lange tunnel fra Mikladalur blev åbnet for trafik i 1985, isoleret, da den var vanskeligt tilgængelig både fra land og fra havet. 

## Sagn
Et sagn fortæller at Trøllanes hedder således fordi bygden hvert år til Helligtrekongersdag (6. januar) blev invaderet af trolde. Det var så galt, at indbyggerne tog til Mikladalur mens det stod på.
En gang blev en gammel kone tilbage i bygden, for hun var for svag til at kunne klare turen til Mikladalur. Hun gemte sig under et bord mod aftenen da troldene kom væltende. De begyndte straks at synge og danse og larme, og konen blev til sidst så bange at hun udbrød ’Jesus se nåde i mig’. Da troldene hørte navnet "Jesus", som de jo hader, blev de forskrækkede og løb skrigende deres vej. Siden har man ikke set trolde i Trøllanes.

## Film
Omkring Trøllanes blev der i 2019 optaget naturscener til James-Bond-filmen No Time to Die. Dalen, hvor Trøllanes ligger, blev brugt som som skurkens hule. Da James Bond-besætningen på 60 mennesker arbejdede i bygden for at optage scenerierne, der blev brugt i filmen, havde de deres base i denne lille bygd. Besætningens vært var den lokale landmand Jóhannus, som også kører den officielle James Bond Faroe Islands Tour for turisterne.

## Turisme
Fra bygden kan man vandre mod nord til fyrtårnet Kallur. Der er en ekstra mulighed for at få panoramaudsigt over fyrtårnet fra en nærliggende bjergryg. Denne ekstra gåtur er ikke for sarte sjæle. Der er 200 meter høje vinkelrette klipper til begge sider.

## Galleri
| - Nutid og fortid, færøsk gård i Trøllanes - Gammel færøsk landbrugsbygning i Trøllanes - "Garnatálg" fremstillet i Trøllanes |